# 藍鶴

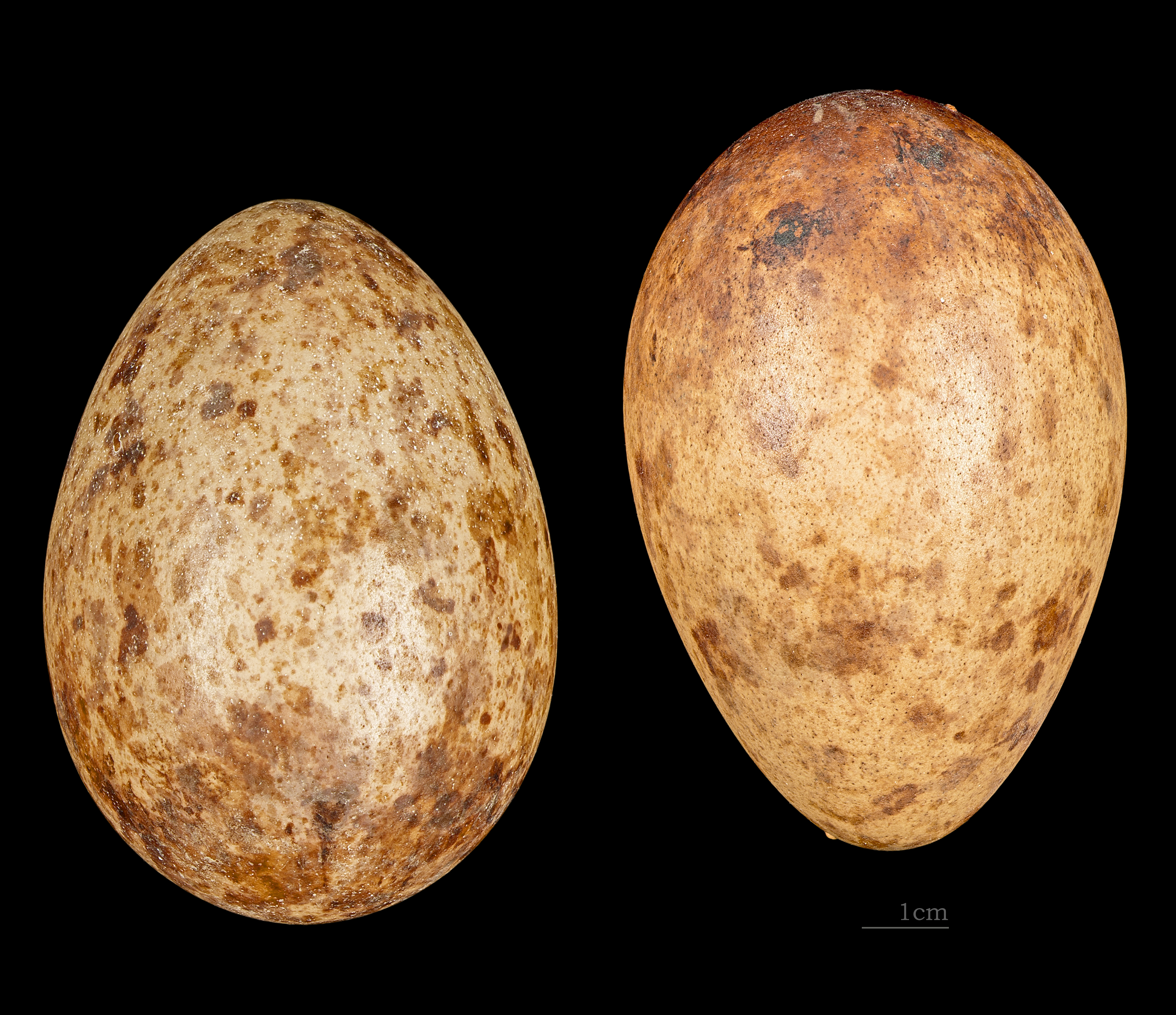
藍鶴

藍鶴（學名Anthropoides paradiseus），又名藍蓑羽鶴、天堂鶴，是南非的國鳥。它們在地上生活，高100-120厘米，重4-6.2公斤。它們呈淡藍灰色，有白冠，喙呈粉紅色，雙翼羽毛呈深灰色而且較長。

## 棲息地
藍鶴棲息在乾旱的高地，只會花很少時間在濕地，主要吃種子及昆蟲。它們是候鳥，一般會在高草原築巢，並會到了冬天向低海拔遷徙。很多時它們會留在農地。
藍鶴是鶴科中分佈地最有限的物種。

## 衰落
藍鶴在其分佈地約有25700隻，但於1980年開始，它們的數量大幅下降，並現已被列為易危。在過去20年，藍鶴已大幅從東開普省、萊索托及斯威士蘭消失。它們的數量在自由邦省、誇祖魯-納塔爾省、林波波省、豪登省、普馬蘭加省及西北省下降達90%。餘下的群落只分佈在南非東部及南部，與及在納米比亞北部埃托沙鹽湖有細小的群落。它們有時也會出沒在鄰近的國家。
藍鶴大幅衰落的主因是人類的增長、草原轉變成商業種植及中毒。南非政府已加強法律上對藍鶴的保護。其他保育措施包括研究、棲息地管理及教育等。

## 文化
藍鶴對於科薩人非常特別。當一個男人被定為具有勇氣時，酋長會送上藍鶴的羽毛。在戰爭後，酋長會舉行英雄慶典，也會送上藍鶴的羽毛。獲贈羽毛的男人會將羽毛戴在髮上，代表他們可以平定問題，帶來和平及秩序。
藍鶴是《非洲-歐亞大陸遷徙水鳥保護協定》所保護的物種之一。

## 外部連結
- BirdLife Species Factsheet （页面存档备份，存于）
- International Crane Foundation
- Internet Bird Collection （页面存档备份，存于）